# (10347) Murom
(10347) Murom es un asteroide perteneciente al cinturón de asteroides, región del sistema solar que se encuentra entre las órbitas de Marte y Júpiter, descubierto el 23 de abril de 1992 por Eric Walter Elst desde el Observatorio de La Silla, Chile.

## Designación y nombre
Designado provisionalmente como 1992 HG4. Fue llamado así por Múrom, una ciudad histórica rusa en la margen izquierda del río Oká. Fue fundada en 862 por un asentamiento de eslavos orientales en la tierra del pueblo finno-ugrio. Durante la época medieval, la ciudad fue un importante centro comercial en la ruta fluvial Oka-Volga.

## Características orbitales
Murom está situado a una distancia media del Sol de 2,396 ua, pudiendo alejarse hasta 2,934 ua y acercarse hasta 1,857 ua. Su excentricidad es 0,225 y la inclinación orbital 1,151 grados. Emplea 1354,34 días en completar una órbita alrededor del Sol.

## Características físicas
La magnitud absoluta de Murom es 14,14. Tiene 3,741 km de diámetro y su albedo se estima en 0,502. 